# Пуэрто-Рико на зимних Олимпийских играх 1992
Пуэрто-Рико принимало участие в Зимних Олимпийских играх 1992 года в Альбервиле (Франция) в третий раз за свою историю, но не завоевало ни одной медали.

## Состав и результаты олимпийской сборной Пуэрто-Рико

### Лыжные виды спорта

#### Фристайл
Спортсменов — 2
Фристайл впервые был представлен в программе зимних Олимпийских игр. Спортсмены из Пуэрто-Рико были представлены только в соревнованиях в могуле, причём Хорхе Торруэльяс уже принимал участие в Олимпийских играх. В 1988 году он участвовал в соревнованиях по горнолыжному спорту в дисциплине слалом, но не смог завершить дистанцию.
На турнире пуэрто-риканские фристайлисты не смогли показать хороший результат и выбыли из соревнований после квалификационного раунда, заняв два последних места.
Могул
| Соревнование | Спортсмены       | Квалификация | Квалификация | Финал                | Финал                |
| Соревнование | Спортсмены       | Результат    | Место        | Результат            | Место                |
| ------------ | ---------------- | ------------ | ------------ | -------------------- | -------------------- |
| Мужчины      | Луис Гонсалес    | 4,15         | 46           | Завершил выступление | Завершил выступление |
| Мужчины      | Хорхе Торруэльяс | 4,00         | 47           | Завершил выступление | Завершил выступление |